# Кубок Німеччини з футболу 1979—1980
Кубок Німеччини з футболу 1979—1980 — 37-й розіграш кубкового футбольного турніру в Німеччині, 28 кубковий турнір на території Федеративної Республіки Німеччина після закінчення Другої світової війни. У кубку взяли участь 128 команд. Переможцем кубка Німеччини вдруге поспіль стала Фортуна (Дюссельдорф).

## Третій раунд
| Команда 1                     | Рахунок | Команда 2                  |
| ----------------------------- | ------- | -------------------------- |
| 5 січня 1980                  |         |                            |
| Айнтрахт (Франкфурт-на-Майні) | 2:0     | Вальдгоф (2)               |
| 12 січня 1980                 |         |                            |
| Байройт (2)                   | 1:0     | Баварія                    |
| Геппінген (3)                 | 1:4     | Фортуна (Дюссельдорф)      |
| Ферль (3)                     | 1:7     | Штутгартер Кікерс (2)      |
| Айнтрахт (Брауншвейг)         | 2:3 дч  | Штутгарт                   |
| Мюнхен 1860                   | 3:0     | Лютрінгаузен (Ремшайд) (3) |
| Герта (Західний Берлін)       | 0:0 дч  | Лангервее (Дюрен) (3)      |
| Боруссія (Дортмунд)           | 3:1 дч  | Армінія (Білефельд) (2)    |
| Карлсруе СК (2)               | 1:0 дч  | Боруссія (Менхенгладбах)   |
| Баєр 05 Юрдінген              | 2:0     | Уніон (Золінген) (2)       |
| Бохум                         | 3:3 дч  | Кельн                      |
| Кікерс (Оффенбах) (2)         | 2:0     | Гамбург                    |
| Нюрнберг (2)                  | 1:2     | Гомбург (2)                |
| 13 січня 1980                 |         |                            |
| Дармштадт 98 (2)              | 7:2     | Фортуна (Кельн) (2)        |
| Оснабрюк (2)                  | 4:0     | Баттенберг (3)             |
| Шальке 04                     | 3:1     | Боннер (3)                 |
| 29 січня 1980 (перегравання)  |         |                            |
| Лангервее (Дюрен) (3)         | 2:1     | Герта (Західний Берлін)    |
| 30 січня 1980 (перегравання)  |         |                            |
| Кельн                         | 2:1     | Бохум                      |

## Четвертий раунд
| Команда 1             | Рахунок | Команда 2                     |
| --------------------- | ------- | ----------------------------- |
| 13 лютого 1980        |         |                               |
| Кельн                 | 3:1     | Дармштадт 98 (2)              |
| 15 лютого 1980        |         |                               |
| Шальке 04             | 2:0     | Оснабрюк (2)                  |
| 16 лютого 1980        |         |                               |
| Гомбург (2)           | 1:0     | Мюнхен 1860                   |
| Байройт (2)           | 5:2 дч  | Лангервее (Дюрен) (3)         |
| Штутгарт              | 3:2     | Айнтрахт (Франкфурт-на-Майні) |
| Боруссія (Дортмунд)   | 2:1     | Баєр 05 Юрдінген              |
| Карлсруе СК (2)       | 3:5     | Фортуна (Дюссельдорф)         |
| 17 лютого 1980        |         |                               |
| Штутгартер Кікерс (2) | 2:5     | Кікерс (Оффенбах) (2)         |

## Чвертьфінали
| Команда 1             | Рахунок | Команда 2             |
| --------------------- | ------- | --------------------- |
| 5 квітня 1980         |         |                       |
| Боруссія (Дортмунд)   | 3:1     | Штутгарт              |
| Шальке 04             | 3:1     | Байройт (2)           |
| Кікерс (Оффенбах) (2) | 2:5 дч  | Фортуна (Дюссельдорф) |
| Гомбург (2)           | 1:4     | Кельн                 |

## Півфінали
| Команда 1             | Рахунок | Команда 2           |
| --------------------- | ------- | ------------------- |
| 10 травня 1980        |         |                     |
| Шальке 04             | 0:2     | Кельн               |
| Фортуна (Дюссельдорф) | 3:1     | Боруссія (Дортмунд) |

## Фінал
| 4 червня 1980 19:30 (CET) |

| Фортуна (Дюссельдорф)    | 2:1      | Кельн       |
| ------------------------ | -------- | ----------- |
| Венцель 60' Т.Аллофс 65' | Протокол | Кульман 26' |

| Паркштадіон, Гельзенкірхен Глядачів: 65 000 Арбітр: Гайнц Алдінгер |